# Sanleo
Sanleo is een bestuurslaag in het regentschap Belu van de provincie Oost-Nusa Tenggara, Indonesië. Sanleo telt 1817 inwoners (volkstelling 2010).